# Тіро
Тіро (грец. Τυρώ) — дочка Салмонея, дружина Кретея, мати Ясона. У постаті річкового бога Еніпея до Тіро з'явився Посейдон, від якого вона народила близнят Пелія й Нелея.